# Difesa Philidor
La difesa Philidor è un'apertura di scacchi che prende il nome dall'omonimo scacchista francese del XVIII secolo che per primo la utilizzò a grandi livelli. Essa deriva dalle mosse:
1. e4(?) e5
2. Cf3 d6
Con la seconda mossa il Nero mira a difendere il pedone in e5, ma allo stesso tempo non sviluppa pezzi ed ostruisce la diagonale all'alfiere camposcuro, che mirerà a sviluppare in e7 oppure in fianchetto. Viene pertanto ritenuta una difesa piuttosto passiva ed è attualmente rara ad alti livelli.
Solitamente la partita prosegue con:
3. d4 Cf6
la partita, a gioco corretto, risulterà piuttosto equilibrata ma lo sviluppo dei pezzi del bianco e le sue catene di pedoni risulteranno più naturali rispetto al nero che, dalla sua, potrà contare sull'attività degli alfieri.
Prende il nome dal campione del diciottesimo secolo François-André Danican Philidor, che ne suggerì l'utilizzo al posto della più comune 2...Cc6.

## Continuazioni
La più diffusa terza mossa del Bianco è sicuramente 3.d4; un'altra alternativa giocabile è 3.Ac4, che mira ad un gioco più posizionale.
Dopo 3.d4, sebbene non perfettamente coerente col piano del Nero, è diffusa la risposta 3...exd4, in seguito alla quale il Nero gioca 4...Cf6 e 5...Ae7; un altro piano è mirare a porre l'alfiere in fianchetto: questa linea fu sponsorizzata negli anni Sessanta da Bent Larsen, che vi ottenne anche una patta contro Michail Tal' nel 1969. Il Nero ottiene in questo modo una posizione solida, pur concedendo al Bianco un vantaggio di spazio.
Un altro piano (la variante Hanham, in onore dello statunitense James Moore Hanham, giocata da Aaron Nimzowitsch) è di mantenere la tensione centrale attraverso le mosse ...Cd7, ...c6 e ...Ae7; dopo 3...Cf6 4.Cc3 Ae7 5.Ac4 la posizione del Nero è solida, ma il Bianco può decidere di contrattaccare con 4.dxe5 Cxe4 5.Dd5 Cc5 Ag5, mantenendo un lieve vantaggio.
L'idea originale di Philidor era invece contrattaccare immediatamente con 3...f5, giocata (tra gli altri) da David Bronštejn, a cui il Bianco può replicare in diversi modi, ad esempio con 4.Ac4 o con una delle due catture di pedone, oppure con 4.Cc3, portando un cavallo al centro (e anche verso l'ala di re) dopo 4..fxe4 5.Cxe4.